# Ауджила (език)
Ауджила (известен още като: Aujila, Augila, Aoudjila) е берберски език, говорен от около 2000 души по данни от 1993 година в Киренайка и Либия.
ЮНЕСКО официално защитава езика и го обявява за изчезващ поради факта, че най-младите хора, говорещи го свободно, са на възраст над 40 години.